# Blanka af Kastilien
Blanka af Kastilien (født 1188 i Palencia, død 27. november 1252 i Paris). Hun var den tredje datter af Kong Alfons 8. af Kastilien og Eleonora af England. Som Kong Ludvig 8.'s hustru blev hun dronning af Kongeriget Frankrig
Da hun var 12 år, blev hun i år 1200 gift med tronarvingen Ludvig af Frankrig i år 1200. De fik 13 børn, bl.a. Ludvig 9. i 1214. I 1223 arvede Ludvig Frankrigs trone som Ludvig 8.
Da han døde i 1226, regerede Blanka for deres søn Ludvig 9. (Ludvig den Hellige), som var 12 år gammel. Hun regerede, til han blev voksen og tog over formentlig i 1234. Blanka havde imidlertid fortsat stor indflydelse. Mens Ludvig 9. var på korstog i Egypten, var hun regent. 
Blanka havde store politiske kundskaber, og hun kunne splitte den stærke adelsopposition i landet. Hun fik derfor et dårligt ry.

## Børn
1. Blanka (1205 – døde kort efter).[1]
2. Filip (9. september 1209 – før juli 1218), forlovet i juli 1215 med Agnes af Donzy.
3. Alfons (f. and d. Lorrez-le-Bocage, 26. januar 1213), tvilling til Johan.
4. Johan (f. and d. Lorrez-le-Bocage, 26. january 1213), tvilling til Alfons.
5. Ludvig 9. (Poissy, 25. april 1214 – 25. august 1270, Tunis), konge af Frankrig efter sin far.
6. Robert, (25. september 1216 – 9. februar 1250, dræbt under Slag, Manssurah, Egypten), greve af Artois.
7. Filip (20. februar 1218 – 1220).[2]
8. Johan (21. juli 1219 – 1232), greve af Anjou og Maine; forlovet i marts 1227 med Yolanda af Bretagne.
9. Alfons (Poissy, 11. november 1220 – 21. august 1271, Corneto), greve af Poitou og Auvergne, og gennem ægteskab, greve af Toulouse.
10. Filip Dagobert (20. februar 1222 – 1232[3]).
11. Isabella (marts 1224[4] – 23. februarr 1270).
12. Stefan (slutningen af 1225[5] – begyndelsen af 1227[6]).
13. Karl 1. Sicilien (21. marts 1226 – 7. januar 1285), greve af Anjou and Maine, gennem ægteskab greve af Provence og Folcalquier, og konge af Sicilien.